# Ing-Marie Olsson
Ing-Marie Olsson (* 23. Februar 1966) ist eine ehemalige schwedische Fußballspielerin, die als Torhüterin sowohl im Verein als auch in der Nationalmannschaft agierte.

## Karriere

### Vereine
Olsson spielte zunächst für den in Löberöd in der Gemeinde Eslöv ansässigen Löberöds Idrottsförening, bevor sie nach Malmö gelangt, für den Malmö FF in der Damallsvenskan, der höchsten Spielklasse im schwedischen Frauenfußball, zum Einsatz kam und am Ende der Spielzeit 1991 die Meisterschaft gewann.

### Nationalmannschaft
Olsson debütierte als Nationalspielerin für den SvFF in der A-Nationalmannschaft, die am 22. Mai 1987 das in Vä gegen die Nationalmannschaft Dänemarks in Freundschaft ausgetragene Länderspiel mit 0:1 verlor.
Sie gehörte dem Kader für die vom 11. bis 14. Juni 1987 in Norwegen ausgetragene EM-Finalrunde an, blieb hinter Stammtorhüterin Elisabeth Leidinge jedoch ohne Turniereinsatz.
Sie bestritt vier weitere in Freundschaft ausgetragene Länderspiele, die allesamt gewonnen wurden (5:0 vs. Ungarn am 19. August 1987, 3:0 vs. Schweiz am 27. April 1988, 2:0 vs. Schweiz am 2. Dezember 1990, 2:0 vs. UdSSR am 21. August 1991). Sie nahm mit ihrer Mannschaft am Turnier um den Nordamerika-Pokal in den Vereinigten Staaten teil und wurde im zweiten Spiel am 7. Juli 1987 beim 6:0-Sieg über die Nationalmannschaft Chinas und am 11. Juli 1987 im Finale beim 5:1-Sieg über die US-amerikanische U19-Nationalmannschaft eingesetzt. Mit ihrer Mannschaft nahm sie auch am FIFA-Frauen-Einladungsturnier 1988 teil, in dem sie im letzten Spiel der Gruppe C beim 3:0-Sieg über die Nationalmannschaft Japans eingesetzt wurde. Am 28. Februar 1991 bestritt sie ihr einziges Spiel im Turnier um den Open-Nordic-Cup, als Alternative zu den (seit 1982 nicht mehr ausgetragenen) Nordischen Meisterschaften. Die Begegnung mit der Nationalmannschaft Dänemarks endete im portugiesischen Tróia mit der 2:3-Niederlage.
Zwischendurch fand sie auch in drei Länderspielen für die U21-Nationalmannschaft Berücksichtigung; auf der ukrainischen Halbinsel Krim kam sie am 2., 3. und 5. April 1991 gegen die U21-Nationalmannschaften Frankreichs (0:1), Japans (2:2) und Jugoslawiens (3:2) im Stadion „Druzhba“ zum Einsatz.
Des Weiteren kam sie am 30. September 1987 im ersten und ihrem einziges Spiel der EM-Qualifikationsgruppe 2 im torlosen Spiel gegen die Nationalmannschaft der Niederlande zum Einsatz, wie auch einzig am 18. November 1990 im Hinspiel der EM-Viertelfinalqualifikation beim 1:1-Unentschieden gegen die Nationalmannschaft Italiens in Malmö. Mit der seinerzeitigen Anwendung der Auswärtstorregel verpasste sie mit ihrer Mannschaft durch das torlose Rückspiel am 8. Dezember 1990 in Castellammare di Stabia die Teilnahme an der Europameisterschaft 1991 in Dänemark. Mit ihrem Einsatz am 21. November 1991 in Panyu im letzten Spiel der Gruppe B bei der 0:2-Niederlage gegen die Nationalmannschaft Brasiliens bei ihrer Teilnahme an der Weltmeisterschaft 1991 endete auch ihre Länderspielkarriere.

## Erfolge
Nationalmannschaft
- Dritter Weltmeisterschaft 1991
- Turniersieger Nordamerika-Pokal 1987

Malmö FF
- Schwedischer Meister 1991